# Estrilda de Jackson
L'estrilda de Jackson (Cryptospiza jacksoni) és un ocell de la família dels estríldids (Estrildidae), comunament trobada a Àfrica. S'ha estimat que l'extensió del seu hàbitat és de 78.000 km².
Es pot trobar a Burundi, la República Democràtica del Congo, Ruanda i Uganda.
El nom binomial commemora a l'explorador anglès Frederick John Jackson.